# Colegiul Național „Andrei Mureșanu” din Dej

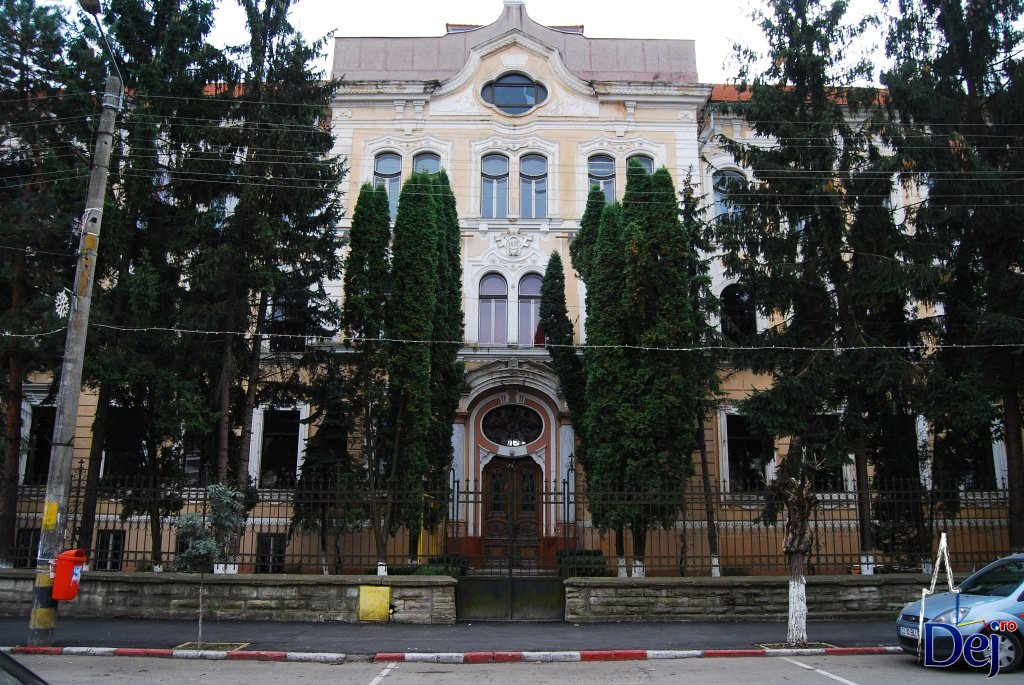

Colegiul Național „Andrei Mureșanu” este o instituție de învățământ din Dej. Clădirea colegiului a fost construită în perioada Belle Époque ca liceu de stat.

## Istoric
În data de 29 aprilie 1891 primarul Paul Roth a convocat senatul orașului, care a decis înființarea unui liceu. În martie 1897 a fost obținută aprobarea de la Ministerul Instrucțiunii Publice, pentru deschiderea primei clase a liceului de stat din Dej, cu începere din toamna anului 1897. 
| “ | Pentru realizarea acestui proiect s-a hotarat ca este nevoie de un efort financiar comun venit din partea orasului, judetului si Ministerului Instructiunii Publice. In planul stabilit la adunarea Senatului s-a hotarat ca terenul să fie asigurat de judet iar salarizarea profesorilor sa fie asigurata de la bugetul de stat. Orasul Dej s-a angajat sa construiasca din fonduri proprii un edificiu corespunzator functionarii unui liceu cu opt clase. Valoarea lucrarilor a fost estimata in jurul sumei de 50.000 de florini. Dotarea liceului cu mobilier si mijloace de invatamant trebuia sa fi asigurata de catre autoritatile judetene. Autoritatile guvernamentale invocand lipsa fondurilor si negocierile avansate cu orasul Gherlade a infiinta acolo un liceu au amanat mai multi ani luarea unei decizii. Dejenii nu au renuntat la ideea lor si au trimis alte memorii catre guvern si Ministerul Instructiunii Publice. Abia în 23 aprilie 1894 au primit un raspuns afirmativ de la guvern, care s-a declarat de acord cu infiintarea la Dej a unui liceu cu patru clase, desi dejenii cerusera un liceu cu opt clase. In raportul realizat de minister, prin directorul Inspectoratului Scolar Cluj, s-a pus problema ca orasul Dej sa construiasca in decurs de trei ani un local potrivit pentru o institutie scolara liceala si sa contribuie anual cu suma de 1500 de florini la cheltuielile de intretinere. Dejenii au cerut sprijinul ministerului pentru a le trimite un arhitect specialist in proiectarea unor astfel de cladiri, fiind trimis arhitectul Baumgarten Alexander”. | ” |

 (Monografia – „Dej, istorie și legendă”, autori Cristina Albinetz, Constantin Albinetz).
La 1 iunie 1899 Gabor Boroș, directorul liceului, a pus piatra de temelie a clădirii, alături de un act fondator. Clădirea a fost finalizată în data de 31 octombrie 1900. Cursurile școlare au început în noul liceu în data de 3 noiembrie 1900.